# DDIセルラーグループ
DDIセルラーグループ（ディーディーアイセルラーグループ）は、現在のKDDI並びに沖縄セルラー電話の各携帯電話事業、auブランドの前身として、1988年から2000年まで存在した企業グループである。

## 概要
京セラと京セラのグループ会社の一つである第二電電（現・KDDI）を主体に設立された。
同時期にトヨタ自動車主体で設立された日本移動通信（IDO）と共に、NTT（現・NTTドコモ）が独占していた自動車電話事業に新規参入を果たしたグループである。
そのため、一部家電店ではDDIセルラー・IDOグループと呼ばれた。
2000年7月に両グループのブランドを「au」（エーユー）に一本化後、同年10月にDDI・KDD・IDOの3社が合併して「KDDI」が発足した。 
この合併後の発足時点で残った、DDIセルラー系地域会社については、「沖縄セルラー電話」を除き、同年11月「株式会社エーユー」（au）として統合された（関西セルラー電話を存続会社としたため、KDDI本体への統合までは大阪に本社を置いていた）。2001年10月にKDDI本体に吸収されている。当時店頭公開企業であった沖縄セルラー電話（現在は、ジャスダック上場）のみ、統合の対象から外れ、別会社として残存しているが、KDDIの連結子会社であり、会社組織上はauの地域支社に準じた位置づけとなっている。
このうち、東北セルラー電話の代表取締役会長は、地元出身であり、当時の第二電電で携帯電話部門における上席の役員であった小野寺正が就いていた。
共同出資元として各地の電力会社があり、各地域会社の営業エリアは電力会社のエリアとほぼ一致していた（例外として、三重県・福井県の一部地域は関西電力のエリアだが、前者はIDO、後者は北陸セルラー電話のエリアだった）。その名残で、沖縄県は他社（九州地方扱い）と異なり独立したエリアであったほか、新潟県がネットワーク上東北地方扱いとされている。

## 事業展開
1985年の通信事業の自由化により、当時NTTが独占していた自動車電話事業への、初めての新規参入グループが募集される。調整の結果、最終的にトヨタ自動車グループ（日本移動通信）が関東・甲信・東海の1都12県を、それ以外の地区を京セラグループが参入することに決定。
京セラグループでは、1988年頃から地区別に、後述のような企業「○○セルラー電話」が設立され、1989年7月の近畿地方を皮切りに、モトローラ開発のアナログ式自動車電話TACS方式を基に、日本国内向けに改良したJTACS方式によるサービス事業を開始した。

### 事業開始時期
- 1989年
  - 7月 - 関西セルラー電話
  - 12月 - 中国・九州セルラー電話
- 1990年
  - 4月 - 東北セルラー電話
  - 8月 - 北海道セルラー電話
  - 9月 - 北陸セルラー電話
  - 12月 - 四国セルラー電話
- 1992年10月 - 沖縄セルラー電話

一方、トヨタグループは、1987年に「日本移動通信」（IDO）を設立。京セラグループとは異なる、NTT大容量方式（ハイキャップ）によるアナログ自動車電話サービス事業を1988年12月に開始。
この結果、IDOとDDIセルラーのシステムの互換性がないため、DDIセルラーと相互利用ができず、IDOの事業地域である関東・東海・甲信地区以外はライバル企業のNTTにローミングせざるを得なくなった。この状態は、TACS（JTACS）方式を販売するモトローラにとっては不利であり、モトローラはその政治力を利用し、アメリカ政府に陳情。アメリカ政府は、日本の対米輸出の黒字による貿易摩擦の引き換えとして、TACS（JTACS）方式を導入するよう圧力を与えるようになった。
このアメリカの政治的圧力に押される形で、1991年10月に、IDOも東京23区からJTACS方式の導入を始め、1992年12月にようやく両グループのJTACS方式のローミングが開始され、相互利用が可能になり、事実上の全国サービスとなった（なお1994年より日産自動車と合弁で関東甲信地域にツーカーセルラー東京、東海地域にツーカーセルラー東海の事業を開始している。ツーカーの項も参照）。
その後、IDOとともに、PDC方式を導入したが、アンテナ配置の関係でNTTドコモの方が受信しやすいとのユーザーからの要望に応えてNTTとのローミングを残存させ、ショートメールサービスはIDOとDDIセルラーは異なる方式となった。その後、CDMA方式のデジタル通話（CdmaOne)を導入し、ショートメールなどを含め料金体系を除き全国統一サービスとなった。それをきっかけに、DDIとIDOは提携関係から、「au」ブランドへの統一、会社合併へと進んでいくこととなった。ブランド統一から現在への移り変わりについては、auの項で詳述する。なお、TACS方式は1999年8月に相次いで新規受付を終了し、現在のKDDIが発足する前日の2000年9月30日に全社とも停波し、11年の歴史に幕を下ろした。

## KDDI統合直前のグループ各社と営業地域
- 北海道セルラー電話
  - 北海道
- 東北セルラー電話
  - 青森県、岩手県、秋田県、山形県、宮城県、福島県、新潟県
- （日本移動通信）
  - 群馬県、栃木県、茨城県、埼玉県、東京都、千葉県、神奈川県、山梨県、長野県、静岡県、愛知県、三重県、岐阜県
- 北陸セルラー電話
  - 富山県、石川県、福井県
- 関西セルラー電話
  - 滋賀県、京都府、大阪府、兵庫県、奈良県、和歌山県
- 中国セルラー電話
  - 岡山県、広島県、山口県、島根県、鳥取県
- 四国セルラー電話
  - 香川県、徳島県、高知県、愛媛県
- 九州セルラー電話
  - 福岡県、長崎県、大分県、佐賀県、宮崎県、熊本県、鹿児島県
- 沖縄セルラー電話（現存）
  - 沖縄県